# Cele patru fiice ale doctorului March
Cele patru fiice ale doctorului March (titlu original : Little Women)  este un roman al scriitoarei americane Louisa May Alcott, publicat inițial în două volume. Primul dintre ele a apărut în anul 1868 iar cel de-al doilea în 1869. La apariția sa, primul volum a cunoscut un succes major, atât în rândul presei, cât și din partea publicului. Autoarea și-a completat opera prin volumul secund, apărut în 1869. Povestea celor patru surori a fost una de succes într-o perioadă în care multe familii americane încă simțeau efectele Războiului de Secesiune.
Romanul se bazează pe experiența personală a autoarei Louisa May Alcott care a avut trei surori. Personajul Jo March pare inspirat din viața autoarei. Se poate spune că romanul reprezintă o autobiografie romanțată.

## Rezumat
Acțiunea se derulează în Statele Unite ale Americii, în timpul Războiului de Secesiune. În absența tatălui lor, Robert, un pastor protestant unionist implicat în conflict, cele patru tinere surori provenite din clasa de mijloc a societății se confruntă cu dificultăți în viața zilnică în timp de război. Margaret (sau pe scurt Meg), Josephine (pe scurt Jo), Elisabeth (pe scurt Beth) și Amy locuiesc în Concord în statul Massachusetts alături de mama lor și de ajutorul din casă, Hannah. Cândva bogată, familia March a ajuns aproape de ruină după ce Robert March a falimentat în urma încercării de ajutorare a unui prieten în afacerile sale. Totuși, familia continuă să îi ajute pe cei mai săraci decât ei.

## Personaje
- Margaret „Meg” March este cea mai mare dintre cele patru fete ale pastorului March. În vârstă de 16 ani la începutul istorisirii, este o fată drăguță, inteligentă, discretă. Se arată uneori invidioasă pe cei mai norocoși și dă dovadă de cochetărie. Se înțelege bine cu surorile ei. Este mai apropiată de vârstă de Jo, însă o ia sub aripa sa pe Amy, cea mai mică dintre surori.
- Joséphine „Jo” March este a doua dintre surorile March. La începutul istorisirii, are 15 ani. Îndrăzneață, impulsivă, generoasă și foarte curajoasă, ea are ca principal defect caracterul coleric, moștenit de la mama sa și pe care încearcă să îl stăpânească tot cu ajutorul mamei. Are păr lung și negru, „singura sa frumusețe”, pe care ulterior îl va vinde pentru a-și ajuta familia. Se înțelege bine cu Meg, se ceartă deseori cu Amy și o protejează pe timida Beth. Jo este pasionată de literatură și își dorește să scrie și să citească, visând să devină scriitoare. Compune piese de teatru pe care le joacă deseori surorile sale. Jo este o feministă iar personalitatea sa este asămătoare cu a scriitoarei Louisa May Alcott.[7] Jo este afectată că nu poate participa la război deoarece este femeie.
- Elizabeth „Beth” March este o tânără cuminte care evită conflictele. În vârstă de 13 ani la începutul cărții, este extrem de timidă și introvertită. Din această cauză nu merge la școală. Tatăl său este cel care în predă lecțiile, dar după plecarea acestuia pe front, Beth învață singură. Este pasionată de muzică și de cântece, însă are la dispoziție doar un pian vechi și dezacordat. Muzica o va apropia de vărul ei, James Laurence. Îi place foarte mult să se joace cu numeroasele sale păpuși și cu pisicile. Se va îmbolnăvi grav încercând să ajute o familie foarte săracă ai cărei copii au contractat scarlatină. Va rămâne foarte slăbită și va deceda trei ani mai târziu.
- Amy March  este cea mai tânără dintre surorile March. Are 12 ani la începutul poveștii, însă dă dovadă de un caracter puternic și încearăcă totul ca să-și depășească surorile. Capricioasă, orgolioasă, cochetă, acceptă cu dificultate când surorirle sale nu îi fac pe plac. Va da foc unui manuscris al lui Jo ca să se răszbune deaorece nu a fost dusă să vadă o piese de teatru. Pasionată de artă, își dorește să devină o artistă celebră. Găsește în rugăciune forța de a se ameliora.

- Mary March, mama celor patru surori, centrul familiei. Se ocupă singură de fete, fiind ajutată în perioada absenței tatălui de Hannah, menajera familiei. Este foarte implicată în acțiuni caritabile care să susțină trupele unioniste.

- Robert March, tatăl, este pastor. Provine dintr-o familie bogată de protestanți albi anglo-saxoni, însă își pierde averea încercând să ajute un prieten. Merge pe front pentru a ajuta armata unionistă ca preot. Se îmbolnăvește pe front, iar soția sa i se alătură la Washington pentru a-l îngriji. Titlul de „doctor” din traducerea în limba română este preluat din traducerea în limba franceză. Editorul francez Pierre-Jules Hetzel a căutat să șteargă caracterul creștin al personajului.[8][9]

- Mătușa Josephine March este mătușa lui Robert March. Nu are copii, iar după ce nepotul ei și-a cheltuit toată averea, propune să adopte una dintre fete în schimbul unei rente. Robert și Mary March refuză oferta, preferând să trăiască modest, alături de toate cele patru fiice. Mătușa March este profund afectată și rupe relația cu familia nepotului, Totuși, se va atașa de Jo, devenind profesoara acesteia, iar când Beth se îmbolnăvește de scarlatină, o va primi în casa ei pe Amy care risca să se infecteze. Mătușa are două case, una în oraș și una la țară: Plumfield. Locuiește alături de câinele său și de ajutoarele din casă, cea mai apropiată fiind Esther, o slujitoare franceză al cărei nume inițial este Estelle dar pe care mătușa March o primește în casă cu condiția să-și schimbe numele. În ciuda aspectului rece, este foarte binevoitoare.

- Theodore „Laurie” Laurence este un tânăr, prieten apropiat cu familia March și mai ales cu Jo. Mama sa fusese o cântăreață italiană. Orfan, este crescut de bunicul său, James Laurence, vecin cu familia March. După ce își face studiile la un colegiu din Vevey, aproape de Geneva în Elveția, unde nu a putut vorbi decât limba franceză, revine să locuiască alături de bunicul său. Primește zilnic lecții de la preceptorul John Brooke în vederea examenului de admitere la universitatea. Vrea să vadă lumea, însă bunicul său insistă ca întâi să termine cursurile, pentru a-i urma la conducerea afacerii familiei. Este îndrăgostit de Jo, dar ea refuză cererea lui de logodnă. În timpul unei călătorii în Europa, se întâlnește cu Amy care studia pictura și cei doi se căsătoresc.

- James Laurence este bunicul lui Laurie. Educația dură dată fiului său îl face pe acesta să fugă în Europa. James Laurence nu acceptă căsătoria fiului său cu o cântăreață, astfel că fiul se îndepărtează și mai mult. James Laurence îl primește în casa sa pe nepotul său Laurie după decesul părinților acestuia într-un accident. Mai avusese o fiică, decedată prematur. Beth îi amintește mult de fiica sa. Om de afaceri, își dorește ca Laurie să absolve universitea și apoi să-i urmeze la conducerea afacerilor după moartea sa. Are tendința de a fi la fel de dur cu nepotul său precum a fost cu fiul său.

- John Brooke este preceptorul lui Laurie. Încearcă să-l ajute să intre la universitate, dar Laurie are tendința de a se comporta urât cu profesorul său. John Brooke nu provine dintr-o familie bogată și este hotărât să se alăture armatei unioniste după ce Laurie intră la universitate.

## Adaptări

### Cinema
- 1918 : Cele patru fiice ale doctorului March, regia Harley Knoles (în distribuție Dorothy Bernard, Conrad Nagel și Kate Lester)

- 1933 : Cele patru fiice ale doctorului March, regia George Cukor (în distribuție Katharine Hepburn, Jean Parker, Spring Byington și Edna May Oliver)

- 1949 : Cele patru fiice ale doctorului March, regia Mervyn LeRoy (în distribuție June Allyson, Elizabeth Taylor, Janet Leigh și Mary Astor)

- 1994 : Cele patru fiice ale doctorului March, regia Gillian Armstrong (în distribuție Winona Ryder, Kirsten Dunst, Susan Sarandon și Claire Danes)

- 2018 : Cele patru fiice ale doctorului March, regia Clare Niederpruem (în distribuție Sarah Davenport, Lucas Grabeel și Lea Thompson)

- 2019 : Fiicele doctorului March, regia Greta Gerwig (în distribuție Saoirse Ronan, Florence Pugh, Emma Watson, Laura Dern și Meryl Streep)

### Televiziune
- 1958 : Cele patru fiice ale doctorului March, serial de televiziune regizat de Alan Bromly
- 1970 : Cele patru fiice ale doctorului March, film de televiziune regizat de John McRae.
- 1978 : Cele patru fiice ale doctorului March, film de televiziune regizat de David Lowell Rich
- 2012 : Crăciunul surorilor March, film de televiziune american, adaptare modernă a romanului
- 2017 : Cele patru fiice ale doctorului March, serial de televiziune regizat de Heidi Thomas

### Seriale de animație
- 1981 : Cele patru fiice ale doctorului March, serial japonez
- 1987 : Cele patru fiice ale doctorului March, serial japonez
- 1993 : Micuța fată, continuarea serialului japonez din 1987

### Musical
- Little Women: comedie musical produsă de Allan Knee, Mindi Dickstein și Jason Howland.